# Koko ni iru yo!
Koko ni iru yo! (ココにいるよ!?   lit. "Estoy aquí!") es una serie de manga japonesa del género shōjo, escrita e ilustrada por Ema Tōyama. Se publicaron cinco volúmenes entre 2007 y 2009 por Kōdansha.

## Argumento
La serie se centra en torno a una chica llamada Hikage que se describe a sí misma como "simple". Ella es una niña muy tímida e insegura. Debido a su actitud no asertiva y poco apreciada a la belleza, se encuentra constantemente ignorada por sus compañeros de clase y tiene un tiempo difícil para hacer amigos en la escuela.
En el primer capítulo del manga, Hikage comienza la escuela media, comprometiéndose a superar su soledad y encontrar amigos. Pero su compañero Hinata comienza a fijarse en ella en el primer volumen. Ella se apoya en sus ambiciones por dos amigos en línea KuroUsagi (Conejo Negro) y MegaPig (MegaCerdo) que leen su blog sobre el girasol que ella plantó y cuida. Una trama romántica y triste.
A algunos baches se producen a lo largo del camino como Hikage crece más cerca de Hinata, como el acoso y chismes. Cuando más tarde se defiende a sí misma que ha ganado el reconocimiento y el respeto de la clase, pero lo más importante que obtuvo la confianza en sí misma.

## Personajes
Hikage Sumino
Hikage tiene el pelo castaño y ojos azules, y es una tímida estudiante de 8.º Grado. Los únicos amigos que tiene en el inicio de la serie son las personas que visitan su blog. Ellos son "MegaPig" y "KuroUsagi". Desde que era pequeña se ha dado cuenta de que parece ser prácticamente invisible en su clase, como lo vemos en un juego de las escondidas. Ella no parece saber que Teru es "KuroUsagi" en su blog hasta más adelante, cuando él le dice toda la verdad sobre el Conejo Negro.
Hinata Muto
Un chico popular al que le gusta Hikage. Él se considera más grave que Teru, y ocupa un lugar destacado en los exámenes. También está en el equipo de Kendo. Hinata siempre ha estado observando a Hikage desde el comienzo del año y le dice acerca de cómo se sintió cuando la vio por primera vez. Sentía celos cuando Hikage empezó a hablar de sus amigos en el blog, "KuroUsagi" y "MegaPig".
En el capítulo 14, se puso de manifiesto cuando Hinata que solía ser una persona solitaria, más tarde dijo que si Teru era como un conejo Negro (Populares contra el blanco, pero en realidad sólo un conejo solitario). Él le advierte a Teru que no perderá a Hikage y él no quiere ser rival de amor de Teru.
Teru Mikami
Otro de los amigos de Hinata, que también es popular. Conocido por sus bromas y su personalidad encantadora. Teru habla sin rodeos y parece que cuida siempre de Hikage. Él siempre se preocupa por el cambio de Hikage y la apoya en su blog. Después, cuando Hikage y Hinata se reunieron, Teru dijo adiós a Hikage en su blog, porque Hinata estaba celoso de él, ya que sabía que él era "KuroUsagi". Más tarde, Teru le dice a Hikage que él es "KuroUsagi".
Cuando era un niño, nunca tuvo un verdadero amigo, hasta que Hinata lo comparó con un conejo negro solitario. Sus padres discutían constantemente y creía que era su culpa que el matrimonio no funcionó. Actualmente es el rival de amor de Hinata. Más tarde se da por vencido en Hikage y trata de apoyar la relación entre ella y Hinata.
Aoi Nanjō
Un tipo que está bajo el alias de "MegaPig" en el blog de Hikage. Él habla con un acento de Kansai. Y se describe para Sumino como un tipo obeso de  200 kg, aunque en verdad no lo es, su verdadero aspecto es de un muchacho de preparatoria delgado, de gafas y atractivo, aunque silencioso y con pobres cualidades sociales lo que lo hace solitario en el colegio.
Arisa Tanaka
Es la primera chica en la clase de Hikage que la saludó. En la escuela fue la primera para alentar a Hikage. A pesar de que su resultados de los exámenes son malos, trabajó duro para ver los fuegos artificiales con Hikage. "Suminon" es el nombre por el que ella llama a Hikage, ya que agregar una "n" al final del nombre de alguien en la cultura japonesa es una forma de afecto amistoso.